# Momie animale

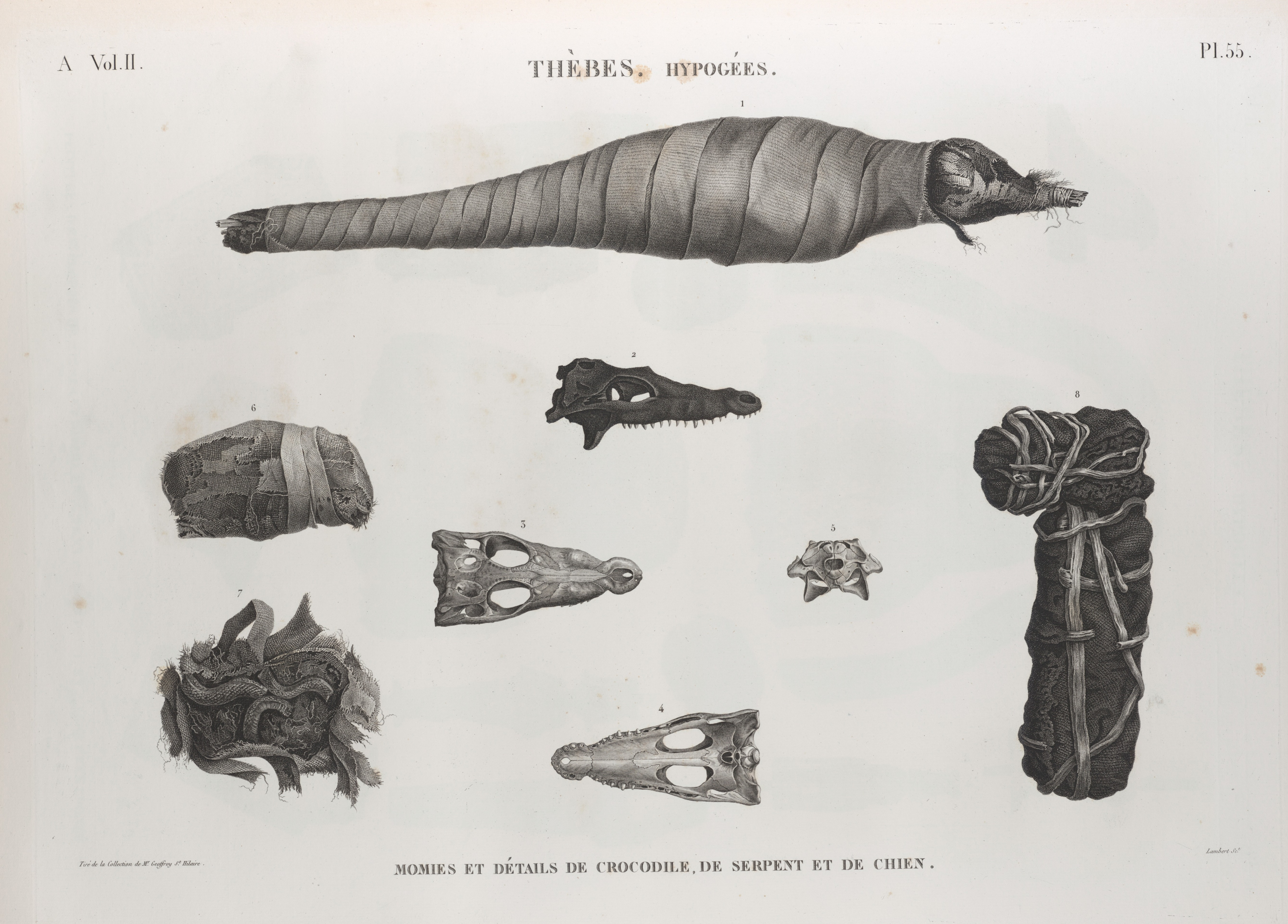
Planche de la description de l'Egypte

Les momies animales ont leur origine dans l'Égypte antique. Il s'agissait d'un élément primordial de la culture égyptienne, notamment pour des raisons religieuses.

## Typologie des momies animales
Les animaux étaient momifiés pour quatre raisons principales : permettre aux animaux aimés d'aller dans la vie d'après, emmener de la nourriture dans la vie d'après, servir d'offrandes à un dieu particulier, et parce que certains étaient perçus comme des dieux spécifiques que les Égyptiens vénéraient.

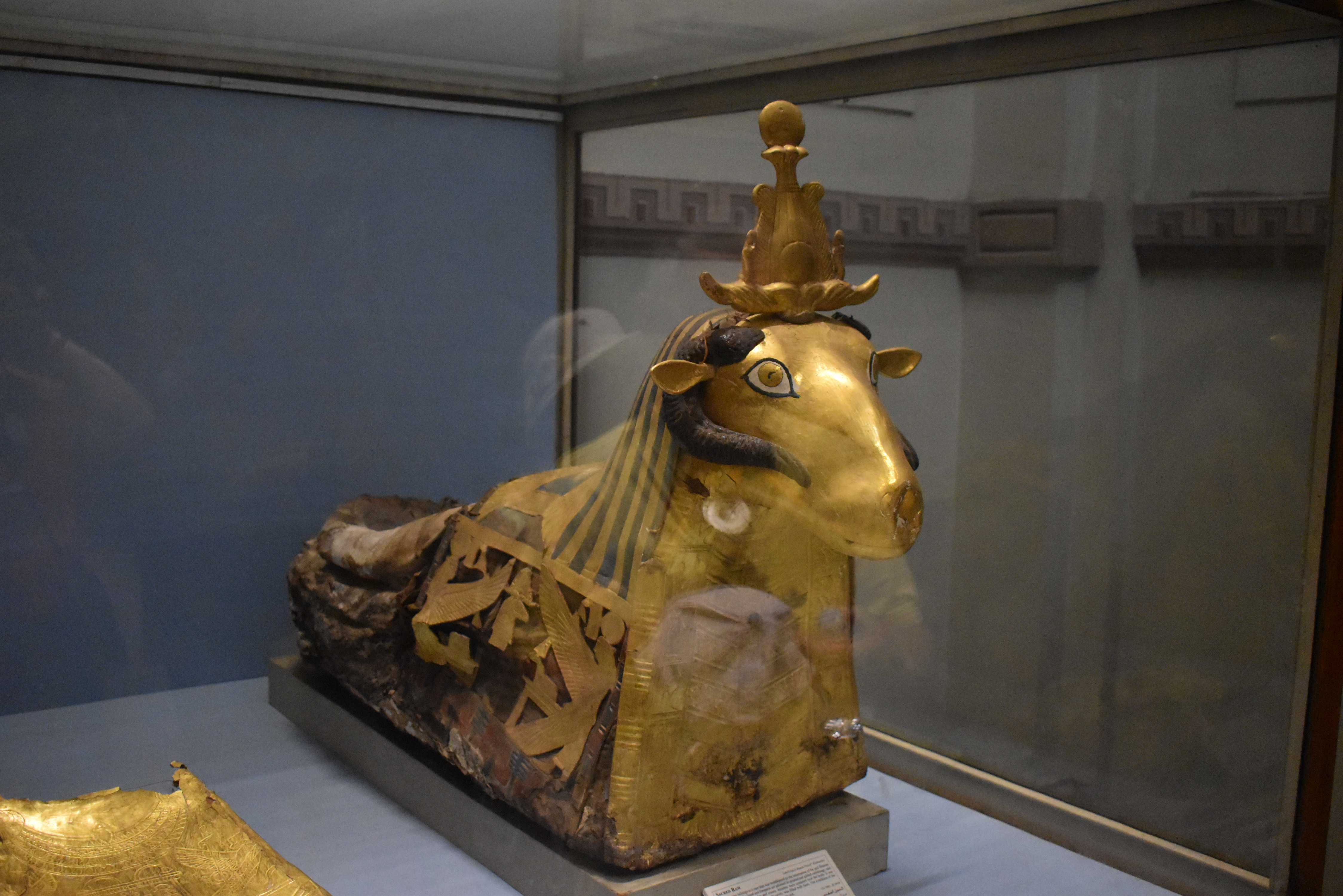
Momie de bélier, une momie d'un unique (Louvre)
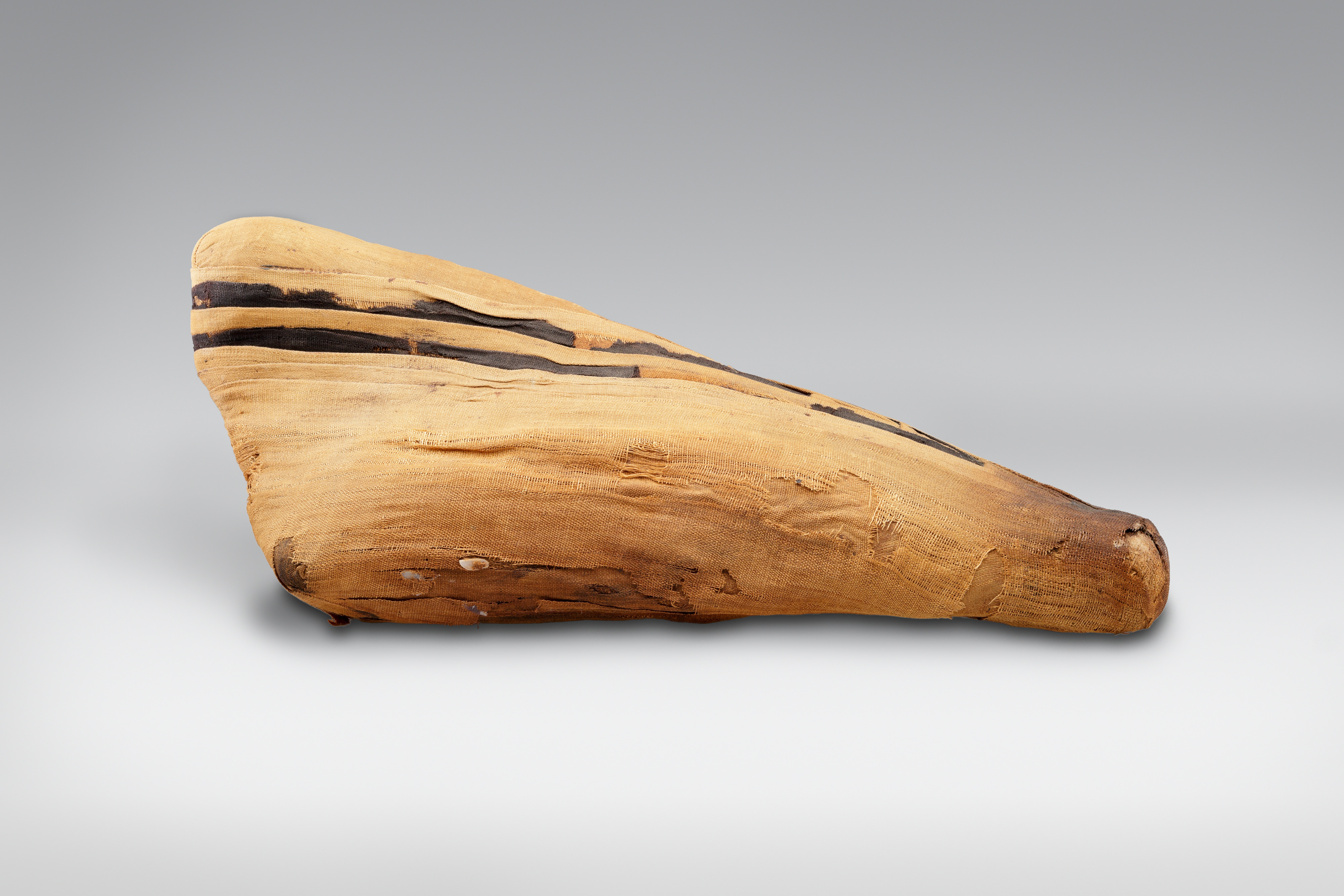
Momie d'Ibis, une momie votive (MET, 13.186.8)

## Techniques de momification selon les espèces

### Momies de chat
Bastet, la déesse représentée par un chat, était l'une de ces déités. En 1888, un fermier égyptien creusant dans le sable près d'Istabl Antar (Speos Artemidos) découvrit une sépulture comprenant des momies de félins qui avaient été momifiés en grand nombre et placés dans une fosse[réf. nécessaire].

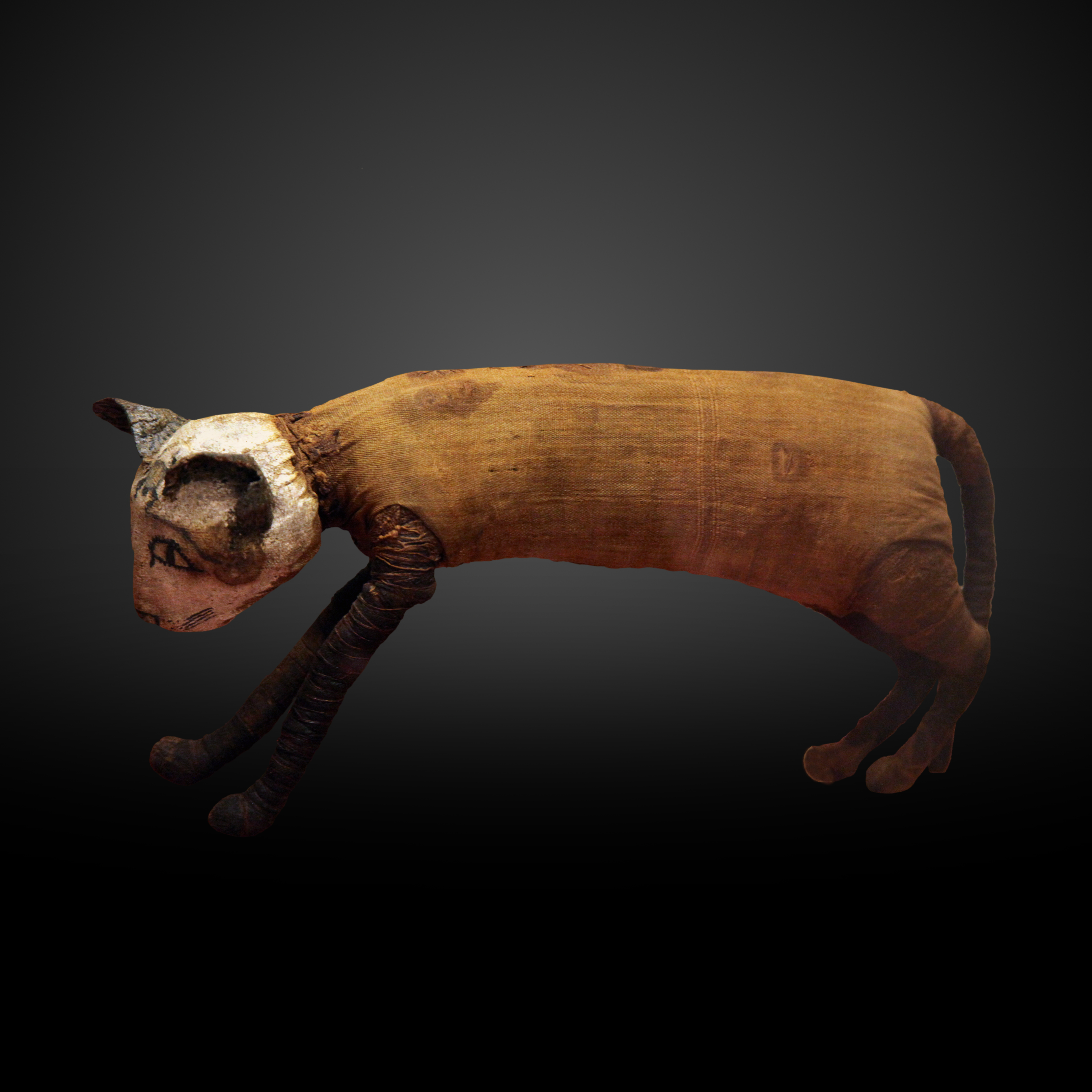
Momie de chat (Musée du Louvre, E2815)
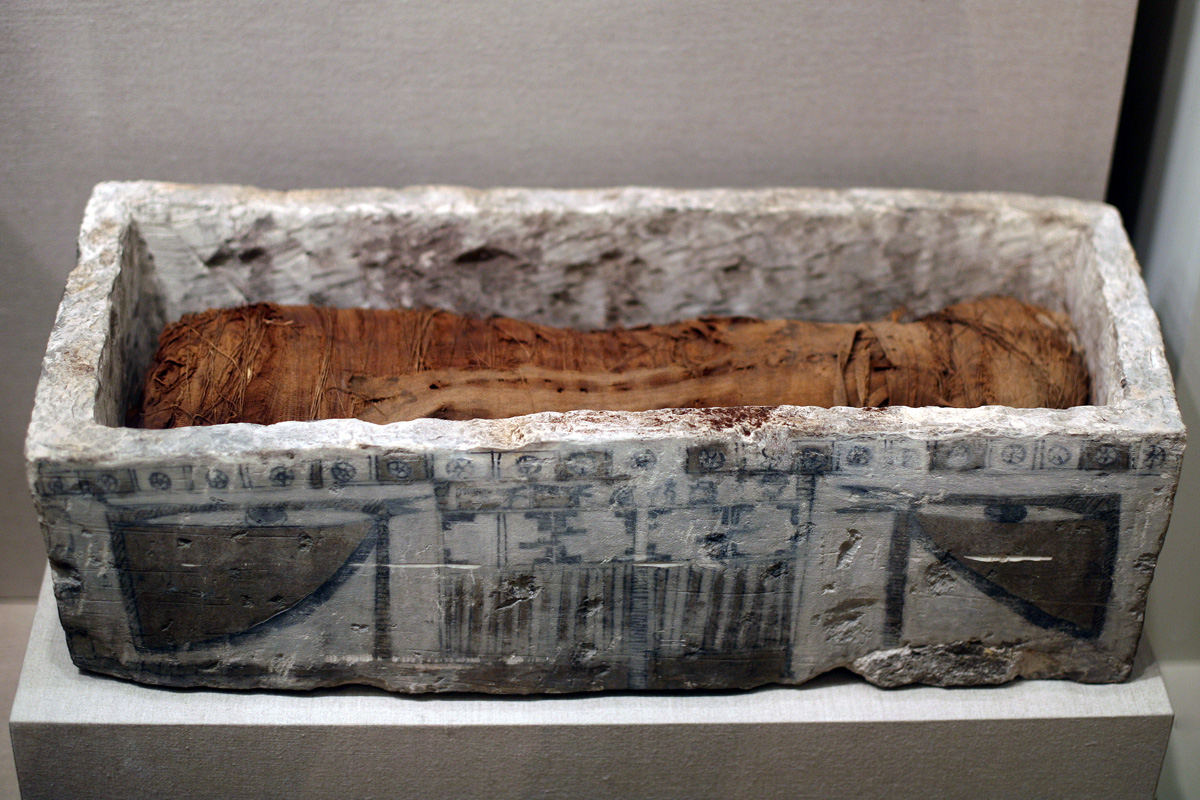
Momie de chat, type "quille", avec sarcophage en pierre (Brooklyn Museum, 37.1841Ea)
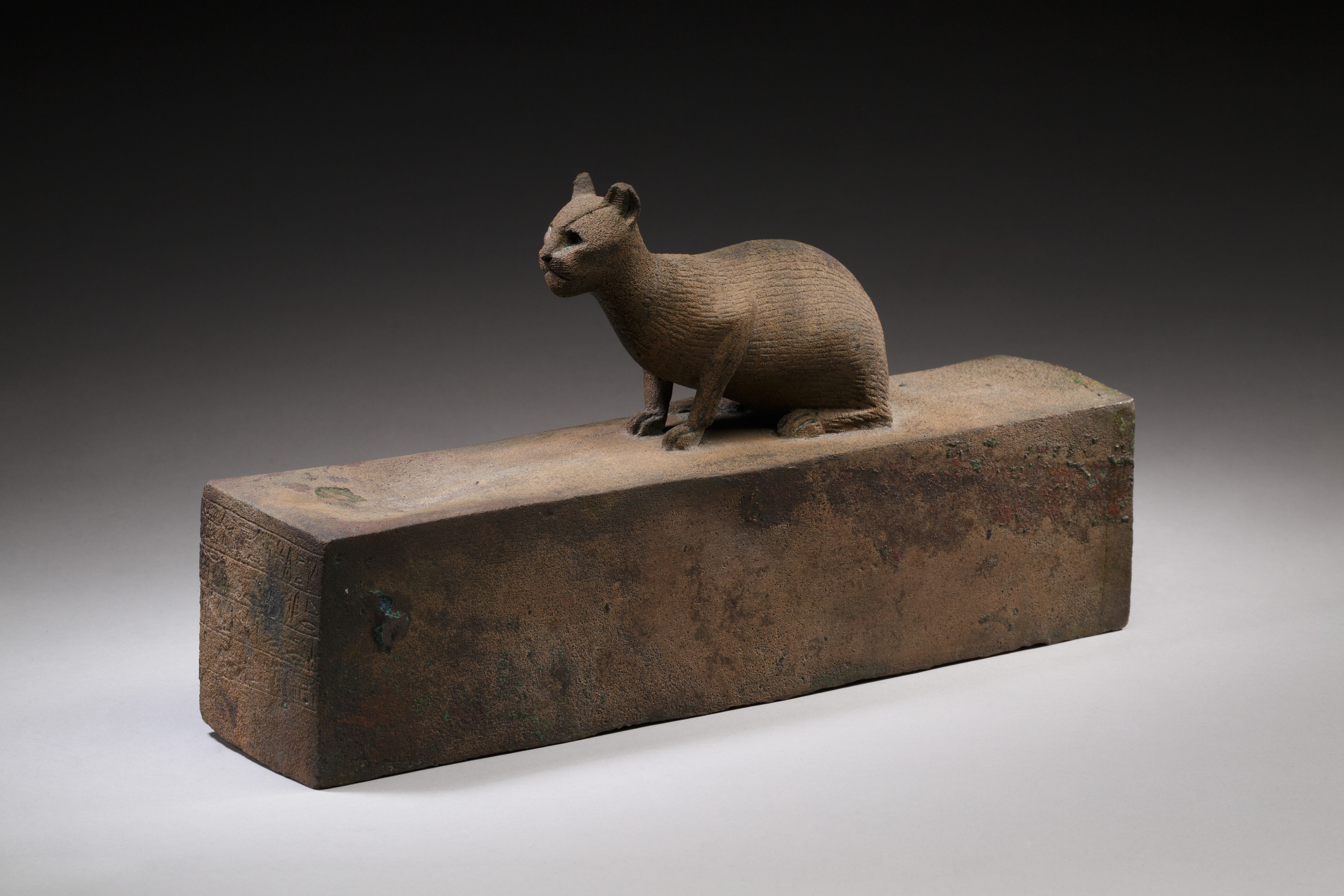
Bronze-reliquaire de chat (MET 12.182.27)
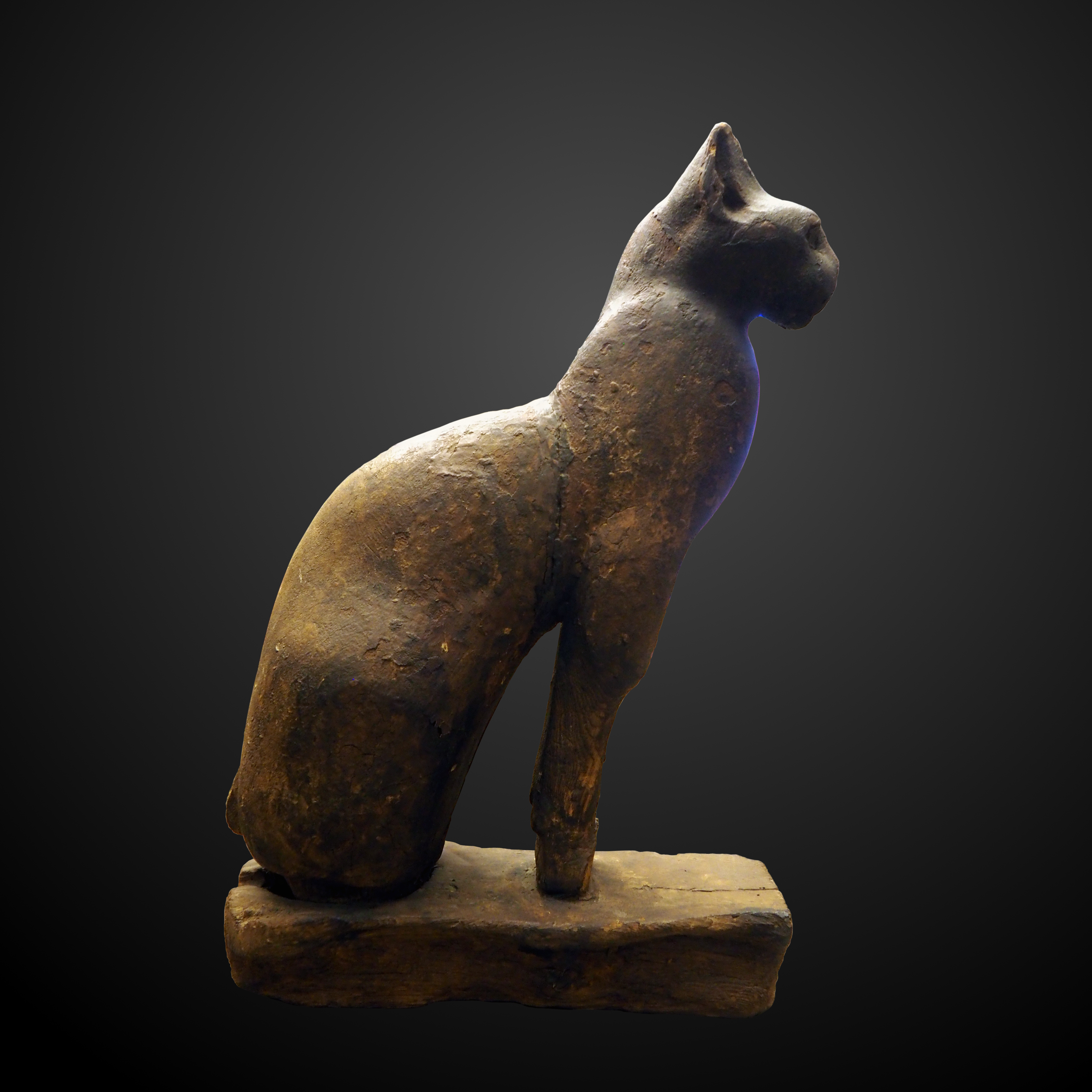
Bronze de chat

### Momies de lion
Les lions (Panthera leo), animaux aujourd'hui disparu d'Égypte, étaient associés au dieu léontocéphale Mahès.
Ce dieu guerrier était essentiellement vénéré dans l'antique ville de Léontopolis (Tell el Muqdam). Selon les auteurs classiques, un spécimen vivant résidait dans le temple. Toutefois, aucune momie de lion n'a été découverte dans cette localité.
Les rares momies de lion découverte en Égypte ont été trouvées à Saqqarah, à proximité du Boubasteion. Les restes momifiés d'un lion âgé ont été exhumés en 2001 dans la tombe de Maïa,, nourrice du roi Toutânkhamon. En outre, les équipes de fouilles du site ont découvert une momie de lionceau en 2019,.

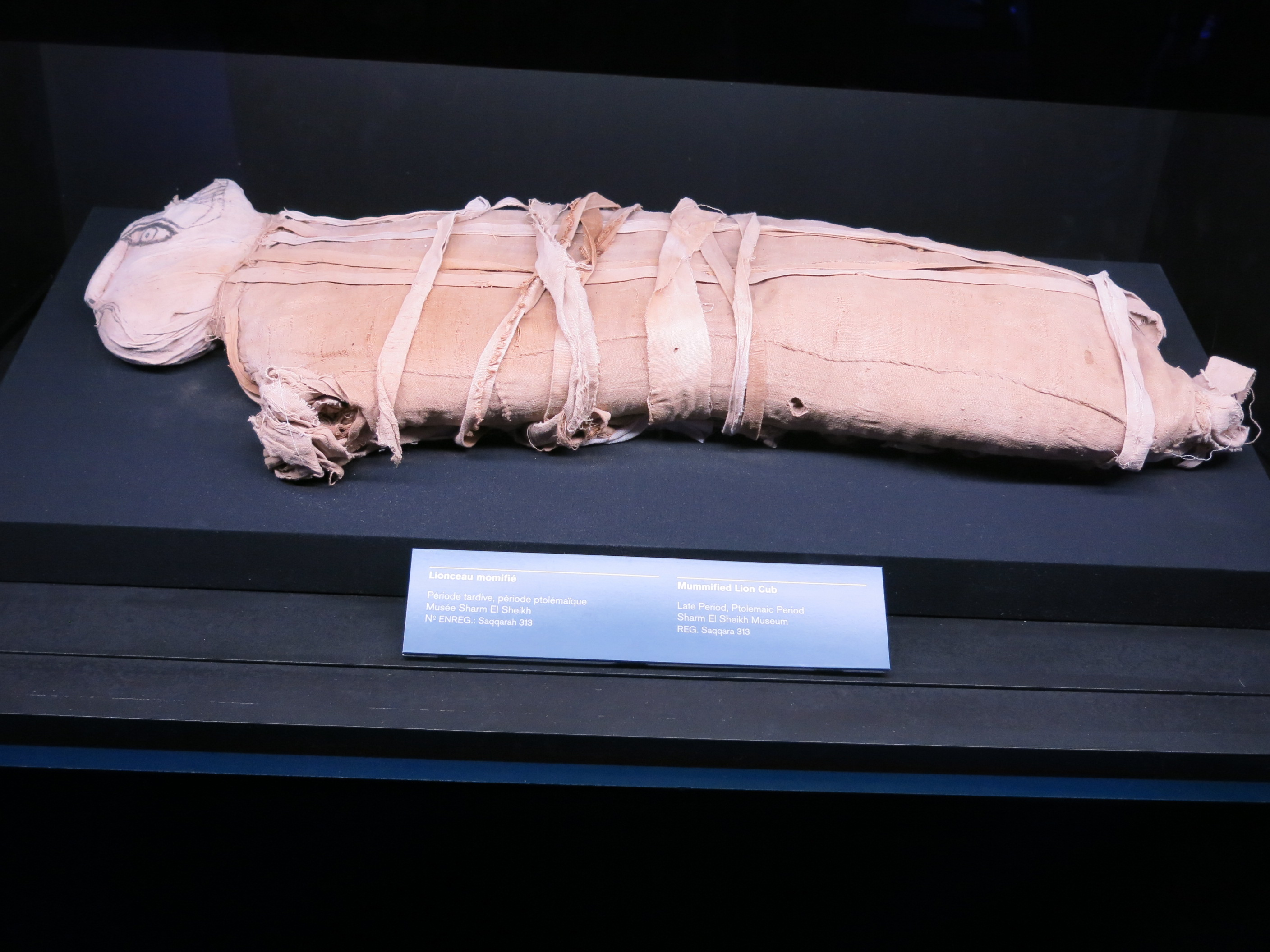
Momie de lionceau découverte à Saqqarah

### Momies de crocodile
Les crocodiles du Nil étaient associés au dieu saurien Sobek, mais également à la déesse Neith.

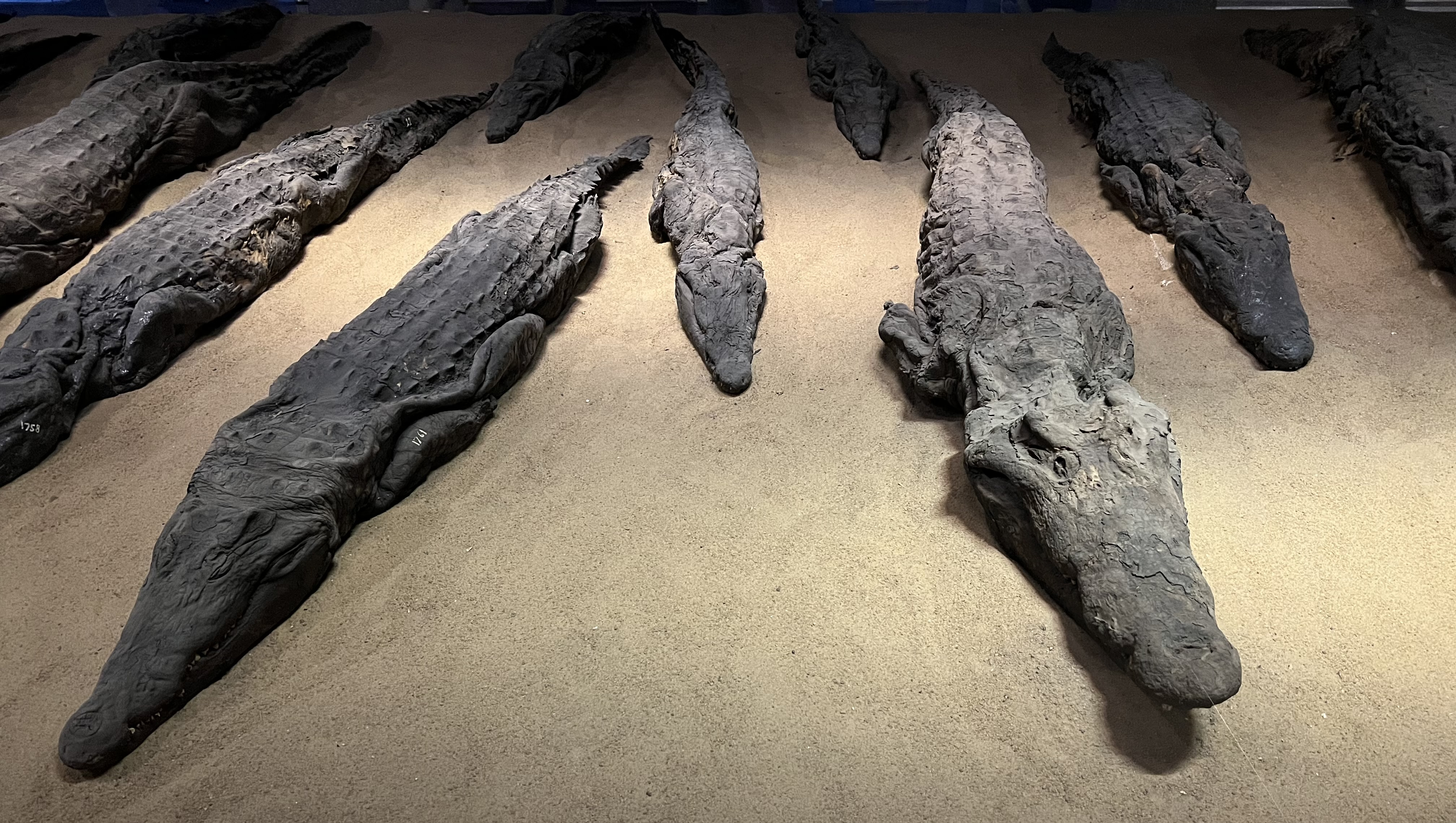
Momies de crocodiles, Kom Ombo (Crocodile Museum)
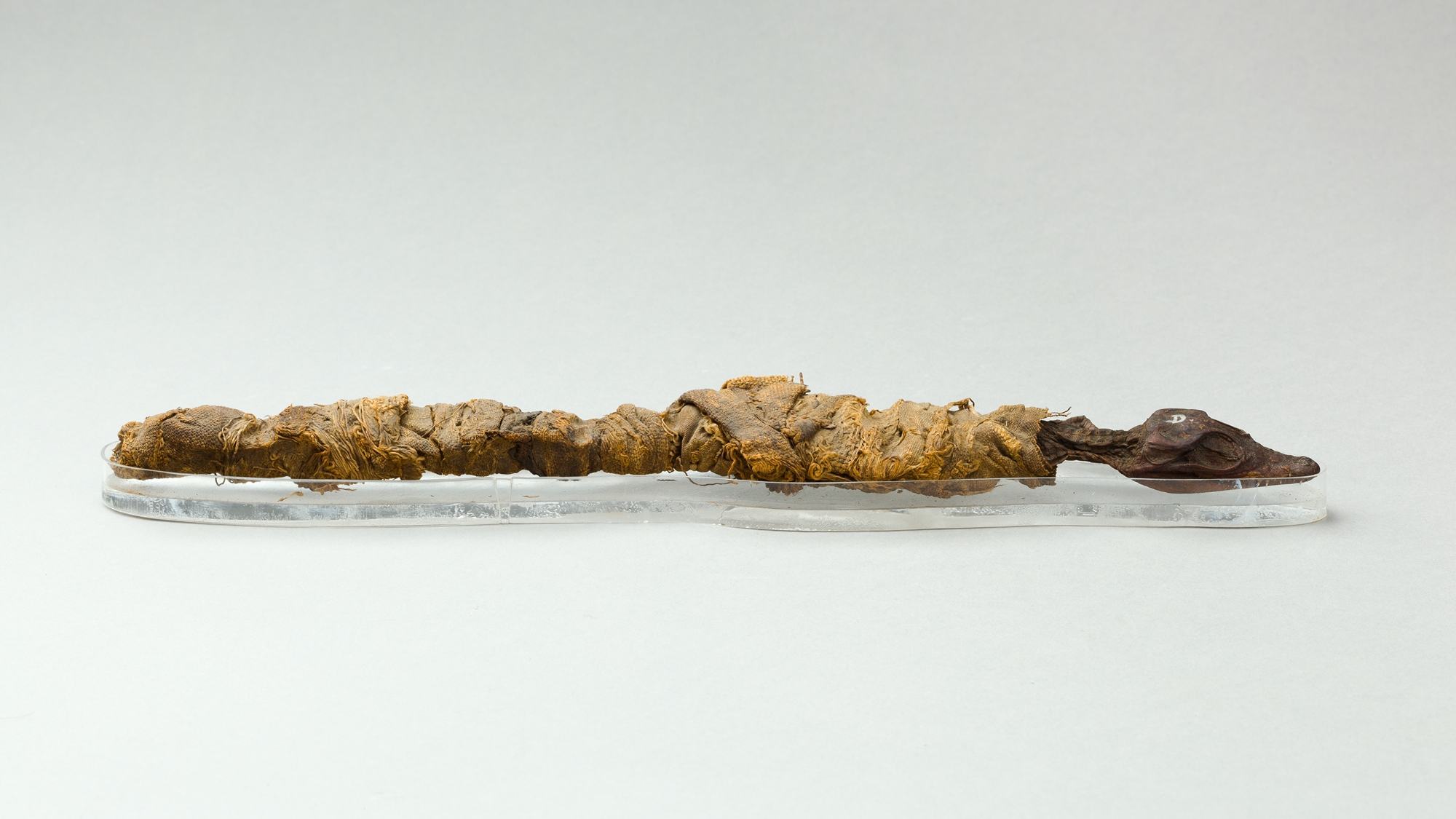
Momie de crocodile MET 90.6.115, supposée provenir de la grotte aux crocodiles de El-Maabdeh
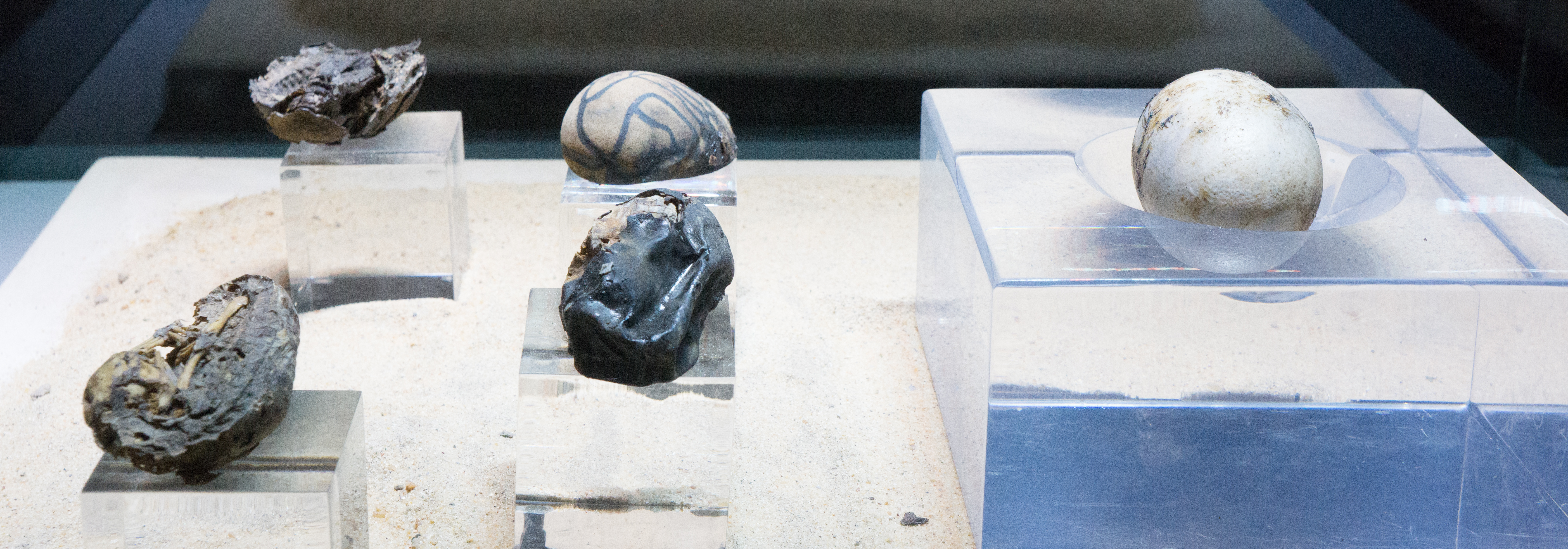
Oeufs de crocodiles momifiées, Kom Ombo (Crocodile Museum)

### Momies de lézard et varan du Nil
Les lézards et varan du Nil étaient des animaux associés au dieu démiurgique héliopolitain Atoum.
Les momies de varan du Nil sont extrêmement rares. Les rares spécimens momifiés découverts Egypte ont été exhumés à Licht en 1908, au nord de la pyramide d'Amenemhat Ier. Ils ont été trouvés dans des silos à grains, simplement momifiés et placés dans des jarres en céramiques, au milieu de lézards. Le seul autre exemplaire connu de varan momifié est conservée au musée Granet (Inv. 840.1.34),,. Il s'agit de la seule momie de cette espèce conservée en occident. Malheureusement, ce spécimen est de provenance inconnue,. En tout cas, l'animal a subi un processus de momification différent de celles découvertes à Licht,, beaucoup plus élaboré.

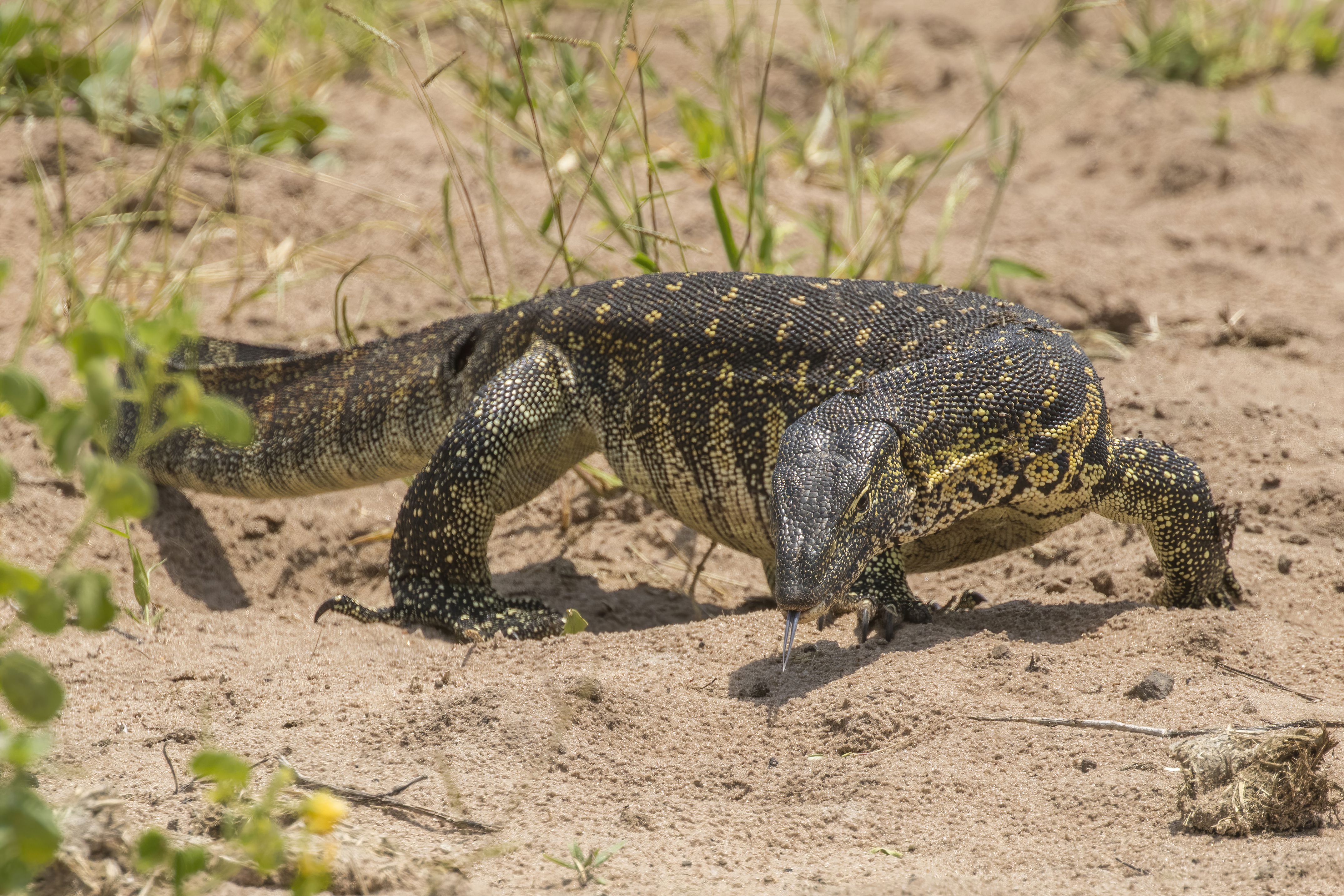
Varan du Nil (Varanus niloticus)

### Momies de serpent
Les serpents pouvaient être associés au dieu dieu démiurgique héliopolitain Atoum mais également à la déesse Mertseger ou Ouadjet.

### Momies de batraciens
Les grenouilles étaient des animaux associés à la déesse Heket.
Les momies de batracien sont extrêmement rares. Seules trois localités semblent avoir livré des momies de ce type, à savoir Thèbes, la grotte aux crocodiles de El-Maabdeh et Douch, dans l'oasis de Kharga, où une unique momie l'espèce des Ptychadena mascareniensis a été découverte sur une momie humaine.

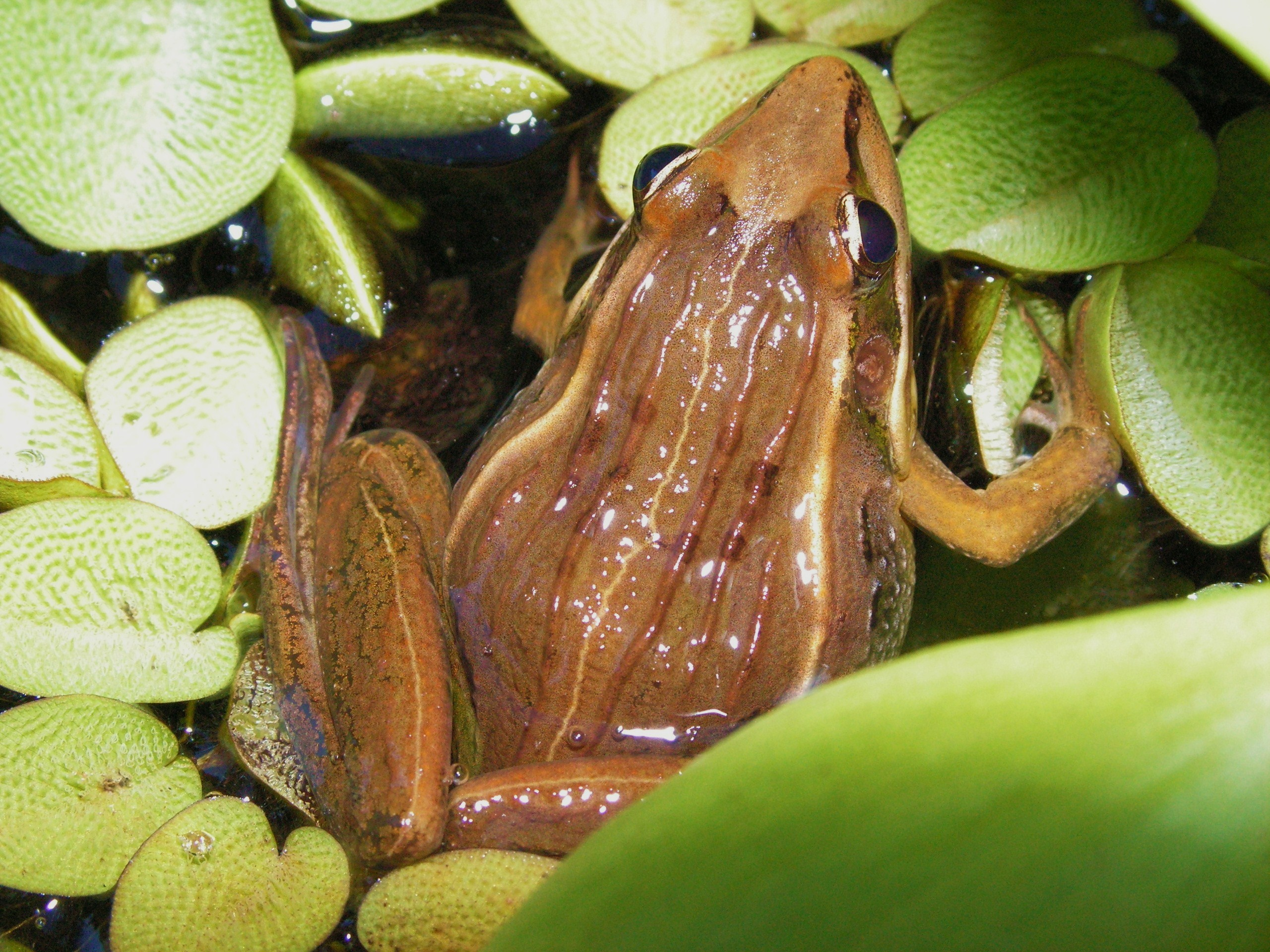
Grenouille Ptychadena mascareniensis

## Sources